# Tram històric de la Séquia de Mislata
El Tram històric de la Séquia de Mislata, està catalogat com a Bé d'interès cultural de la província de València, amb número d'anotació ministerial RI-51-0011248 i data d'anotació 29 de setembre de 2006, segons consta en la Fitxa BIC de la Direcció General de Patrimoni Cultural de la Conselleria de Turisme, Cultura i Esports de la Generalitat Valenciana.

## Descripció
El tram històric de la séquia de Mislata té un gran valor constructiu i paisatgístic, ja que és l'únic tram de la séquia de Mislata que conserva el seu caixer (en séquies o canals, part de talús compresa entre el nivell ordinari l'aigua i la superfície del terreny) original i el seu traçat sinuós, mantenint el seu caràcter de paisatge de regadiu tradicional. La séquia de Mislata és el segon gran sistema hidràulic de l'Horta de València que pren aigua pel marge dret del riu Túria, entre l'assut de Quart i el de Favara, i sempre ha tingut cadira al Tribunal de les Aigües. Fins al segon quart del segle XX el sistema hidràulic de la séquia de Mislata s'havia mantingut de forma gairebé inalterable, amb una longitud de la séquia mare o major de 12 quilòmetres, a més de tots els braços secundaris, creuant els termes de Manises, Quart de Poblet, Mislata, Xirivella i València. També havia mantingut el seu perímetre de reg, avaluat en unes 1000 Ha; malgrat que pel traçat del Pla Sud, que ocasionà el desviament del riu Túria en la dècada de 1960 i el creixement urbà de Mislata i la ciutat de València, aquell ha estat retallat dràsticament quedant avui en dia una mica més de 100 ha entre Quart de Poblet, Mislata i Xirivella. El seu punt d'inici en el riu es troba a la part alta de la població de Manises i la séquia mare pren una direcció paral·lela al Túria, creua primer l'horta de Manises, passa pel costat de la població i continua fins pel nord del nucli urbà de Quart de Poblet, entre aquest i el riu. Posteriorment creua la carretera reial de Madrid i passa pel que ara és zona urbana de Quart, on abans ja començava a regar a través dels primers partidors (tram de la canalització on es produeix un repartiment del cabal per a dos o més séquies), també anomenats rolls. Al cap de poc d'entrar al terme de Mislata es trobava el molí de Cabot del qual partien cinc séquies que distribuïen per braços l'aigua per la seva àrea de reg, bàsicament format pel terme municipal de Mislata i la part oest del cementiri general de la ciutat.
Posseeix un primer tram de 200 metres vorejat d'arbres fruiters, era costum secular dels pagesos plantar els fruiters pel consum domèstic prop de les séquies i braçals. Un segon tram d'uns altres 200 metres és una ribera del típic canyís sovint (senill). Un tercer tram, d'uns 300 metres, té la seva vora plantada de canyes que consoliden les parets del caixer. El traçat sinuós de la séquia correspon a raons d'enginyeria hidràulica, ja que així s'aconsegueix disminuir la pressió de l'aigua produïda pel desnivell del terreny, la qual cosa provocava sovint la destrucció del caixer de la séquia.